# لي هو-جين
لي هو-جين (هانغل: 이호진) هو لاعب كرة قدم كوري جنوبي في مركز الدفاع، ولد في 9 مارس 1983 في كوريا الجنوبية. شارك مع منتخب كوريا الجنوبية تحت 20 سنة لكرة القدم. أما مع النوادي، فقد لعب مع إنتشون يونايتد وراسينغ سانتاندير ونادي يوفاسكولا.

## وصلات خارجية
- لي هو-جين على موقع الاتحاد الدولي (مؤرشف)  (الإنجليزية)
- لي هو-جين على موقع دوري كوريا الجنوبية (الإنجليزية)
- لي هو-جين على موقع قاعدة بيانات كرة القدم.إي يو (الإنجليزية)